# Eskilstuna tingsrätt
Eskilstuna tingsrätt är en tingsrätt i Sverige med säte i Eskilstuna. Domkretsen omfattar Eskilstuna och Strängnäs kommuner. Tingsrätten med dess domkrets ingår i domkretsen för Svea hovrätt.

## Administrativ historik
Vid tingsrättsreformen 1971 bildades denna tingsrätt i Eskilstuna av Eskilstuna rådhusrätt och häradsrätten för Livgedingets domsagas tingslag. Domkretsen bildades av staden och tingslaget. Sedan 1971 omfattar domkretsen (domsagan) Eskilstuna och Strängnäs kommuner. I Eskilstuna inhystes tingsrätten först i rådhusrättens gamla lokaler i stadshuset. 1977 flyttade rätten in i nya lokaler på Rademachergatan 8. Strängnäs var inledningsmässigt en ytterligare tingsplats.

## Lagmän
- 1971: Henrik Nyman (tjänstledig/sjukskriven tills han lämnade tjänsten i september)
- 1971–1980: Bo Broman (tillförordnad under företrädarens bortovaro)
- 1980–1988: Olof Sundberg
- 1988–1993: Claes Levin
- 1993–1994: Bertil Hübinette
- 1994–1998: Göran Ewerlöf
- 1998–2013: Lars Lindhe
- 2013–2016: Nina Stubbe
- 2016–2018: Per Lennerbrant
- 2019–2022: Nils Cederstierna
- 2023–         : Lars-Åke Johansson[3]